# 西蒙·吉勒特
西蒙·吉勒特（英語：Simon Gillett，20世纪—），澳大利亚男子赛艇运动员。他曾代表澳大利亚参加世界赛艇锦标赛，获得二枚金牌、一枚银牌和一枚铜牌，均来自男子轻量级四人单桨无舵手项目。